# Sargocentron wilhelmi
Sargocentron wilhelmi is een straalvinnige vissensoort uit de familie van eekhoorn- en soldatenvissen (Holocentridae). De wetenschappelijke naam van de soort is voor het eerst geldig gepubliceerd in 1963 door de Buen.